# Lotrioara, Sibiu
Lotrioara este un sat în comuna Boița din județul Sibiu, Transilvania, România. Se află în partea de sud a județului,  în Munții Lotrului, pe Râul Lotrioara.

## Istoric
Cetatea Lotrioara (în maghiară Lotárvár) a fost menționată pentru prima dată în 1407 ca Latorwar, apoi în 1419 ca Lotherwaar și Loteruaar. Era o cetate  care se găsea pe malul Oltului la granița Ardealului și deci a Regatului Ungariei, aparținând voievozilor transilvăneni. În 1453 era în ruină, așa că Ladislau al V-lea a alipit cetatea Pământului crăiesc, care până atunci aparținea Comitatului Alba (Fehér), cu condiția ca sașii să o repare și să se ocupe de ea. Matia Corvin a acordat colectarea taxei vamale Sibiului în 1468 și 1473 în schimbul lărgirii și întreținerii pasajului din munți. Bucata cetății din partea de sud a muntelui a fost demolată de cariera deschisă în anii 1900 până în anii 1930. Latura de nord a turnului, spre Transilvania, este încă în picioare.

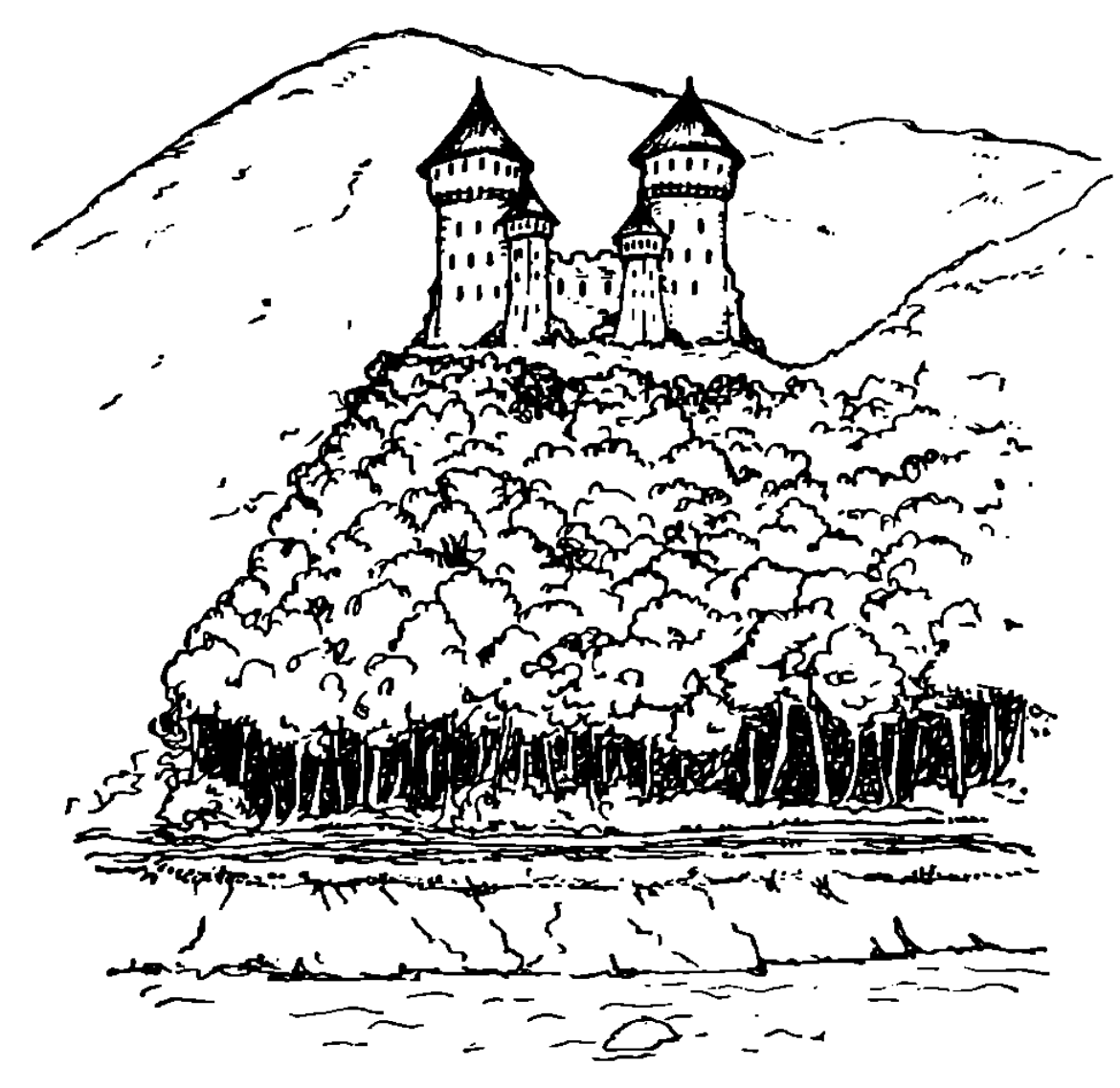
Cetatea Lotrioarei, reconstituire